# Eleanor Steber
 (avril 2016).
Répertoire
Mozart, Beethoven, Wagner, Johann Strauss, Richard Strauss, Berg, Verdi, Puccini et Barber
Eleanor Steber est une cantatrice américaine, née le 17 juillet 1914 à Wheeling (Virginie-Occidentale) et morte le 3 octobre 1990 à Langhorne (Pennsylvanie).
Reconnue pour sa riche voix de soprano et sa grande maîtrise technique, elle s'est illustrée en particulier dans les opéras de Mozart, mais également dans ceux de Wagner, Richard Strauss et Verdi.

## Biographie
Eleanor Steber est élevée dans une famille de musiciens. Après avoir reçu de sa mère ses premiers cours de piano et de chant, elle fait ses études musicales au New England Conservatory de Boston avec William Whitney, puis se rend à New York afin de prendre des leçons avec Paul Althouse (en).
Elle fait ses débuts en 1936, au Commonwealth Opera de Boston, dans le rôle de Senta de l'opéra Le Vaisseau fantôme. Après avoir gagné en 1940 le concours « Met Auditions of the Air », elle se produit pour la première fois au Metropolitan Opera de New York le 7 décembre dans le rôle de Sophie du Chevalier à la rose sous la direction d'Erich Leinsdorf (qu'elle appelait son « ange gardien »). Elle donnera dans ce théâtre, jusqu'en 1966, 427 représentations dans 33 rôles différents.
Le 11 décembre 1941, Eleanor Steber interprète dans la nouvelle production de la Flûte enchantée du Met le rôle de la première dame, aux côtés de la Pamina de Jarmila Novotna et sous la direction de Bruno Walter. Ce dernier la remarque, et lui propose de chanter le rôle de la comtesse des Noces de Figaro lors de la reprise de cet opéra le 16 décembre 1942, avec Ezio Pinza dans le rôle-titre. Steber donnera sur la scène du Met 55 représentations de la comtesse. Elle considérait d'ailleurs Bruno Walter comme son « parrain musical ».
La voix d'Eleanor Steber avait une affinité particulière avec le répertoire mozartien et brillait dans les rôles de la comtesse Almaviva (Les Noces), de Donna Anna (Don Giovanni (notamment sous la baguette de Fritz Busch, de Fiordiligi (Cosi fan tutte) et de Pamina (La Flûte enchantée). Steber sera même la toute première Konstanze du Met, en participant à la première de L'Enlèvement au sérail en 1946.
Au Metropolitan Opera, Eleanor Steber sera également la première Arabella des États-Unis en 1955, la première Marie (Wozzeck) en 1959 et elle crée le rôle-titre de l'opéra Vanessa de Samuel Barber lors de sa première mondiale le 15 janvier 1958, ce qui lui vaut un triomphe (elle obtient cependant le rôle après les refus successifs de Maria Callas et Sena Jurinac).
Aux États-Unis, Eleanor Steber apparaît également à Philadelphie, Baltimore, Boston, Cleveland, Chicago, Minneapolis, Dallas, San Antonio, New Orleans, Memphis, Rochester, Richmond, Atlanta, Los Angeles, Bloomington[Lequel ?], Saint-Louis, Washington, Birmingham, Houston et San Francisco. Au Canada, elle chante à Toronto et Montréal. En parallèle à sa carrière américaine, elle est invitée en Europe à chanter aux festivals de Glyndebourne, Édimbourg et Salzbourg, à Bayreuth en 1953 et au Maggio Musicale Fiorentino en 1954. En 1956 elle effectue une tournée mondiale comprenant, entre autres, quinze pays asiatiques.
Dans les années cinquante, après l'arrivée de Rudolf Bing à la direction du Metropolitan Opera, Eleanor Steber eut le sentiment de ne pas être choisie pour chanter les grands rôles des opéras italiens. Elle écrivit même dans son journal : « C'est trop épuisant. Il faut absolument que je m'arrête, car cela me déchire, surtout cette impression que d'autres obtiennent des rôles qui devraient me revenir. » Toutefois, dans les opéras de Mozart, elle obtient encore d'éclatants succès, comme dans le Cosi fan tutte de 1951, ou dans la nouvelle mise en scène de Don Giovanni, où elle interprète Donna Anna sous la direction de Karl Böhm en 1957.
Elle est également très appréciée en concert : elle interprète les Nuits d'été de Berlioz dirigées par Mitropoulos, ainsi que les Quatre derniers Lieder dirigés par James Levine. Elle participe aussi à d'importantes émissions radiophoniques et télévisuelles, comme The Voice of Firestone et The Bell Telephone Hour.
En 1961, Rudolf Bing lui propose pour la saison suivante du Metropolitan Opera un contrat ne la satisfaisant pas, elle le refuse. Elle reviendra en 1962 pour cinq représentations de Don Giovanni, puis en 1966 pour un remplacement, aux côtés de Franco Corelli, dans La fanciulla del West, qui sera son dernier opéra chanté sur la scène new-yorkaise. Le 16 avril 1966, lors du gala de clôture du Metropolitan Opera de Broadway, elle est invitée à chanter le quintette de Vanessa. Ce sera sa dernière apparition avec la compagnie.
Après son retrait de la scène, elle enseigne au Cleveland Institute of Music, puis à la Juilliard School of Music.

## Voix
Steber est considérée comme l'une des plus grandes sopranos du XXe siècle.[réf. nécessaire] Sa voix lui a permis d'aborder plusieurs types de tessitures : elle a chanté Konstanze de L'Enlèvement au sérail, rôle virtuose qui comporte des coloratures d'une grande difficulté, Sophie du Chevalier à la rose (soprano lyrique léger), Micaëla de Carmen (soprano lyrique), Senta du Vaisseau fantôme et Tosca  (sopranos dramatiques). Elle a également interprété aussi bien les répertoires italiens, français et allemands. En 1955 par exemple, elle a chanté Manon de Massenet, Don Carlo de Verdi, Cosi fan tutte de Mozart et Lohengrin de Wagner, œuvres qui s'opposent autant stylistiquement que vocalement.

## Tempérament
Eleanor Steber avait une joie de vivre légendaire. Elle adorait son métier : « Chanter était ma passion. J'adorais mon travail, j'aimais voyager et rencontrer des gens... Je me sentais comme une petite fille sautillant sur le chemin de l'école, tout émerveillée de la beauté des rayons du soleil clignotant à travers le feuillage. »
Le 9 février 1952, elle accomplit un tour de force en interprétant le rôle de Desdemona aux côtés de Ramon Vinay et Leonard Warren en matinée, puis le rôle de Fiordiligi aux côtés de Richard Tucker en soirée.
Le critique Robert Sabin a écrit dans Musical America : « La Desdémone de Mlle Steber est peut-être la caractérisation la plus originale et convaincante qu'elle ait jamais créée au Metropolitan. Du début à la fin, elle était cohérente, fidèle aux indications de Verdi, et sensible aux nuances non écrites de la partition. Elle avait l'air jeune et rayonnante et son chant était souvent magnifique. Elle a pu, dans le premier acte, obéir aux remontrances constantes de Verdi, « dolce », « morendo », « come una voce lantana », sans pour autant sacrifier la texture lumineuse de sa voix et dans le troisième acte chanter pathétiquement sans avoir l'air irascible ou gémissante. Dans le quatrième acte son emportement soudain de terreur, « Chi batte a porta quella ? » a été savamment dépeint, et le dernier adieu passionné à Emilia, sur cette phrase inattendue descendant d'un la bémol forte est l'un de ces moments suprêmes de Verdi, a été chanté de façon poignante. Le plastique de la lutte avec Otello et l'étranglement ont été un modèle de ce que le jeu d'acteur peut être quand il est clairement établi à l'avance et exécuté spontanément pendant le représentation. »
La critique Cecil Smith a écrit également dans Musical America : « Eleanor Steber a donné une performance particulièrement brillante de Fiordiligi quelques heures seulement après avoir interprété, en matinée, la première Desdémone de sa carrière. Il n'est pas sans précédent qu'un grand chanteur apparaisse dans deux rôles en un seul jour au Metropolitan : Jarmila Novotna, Kurt Baum et probablement d'autres, l'ont déjà fait. Mais il est douteux que toute prima donna ait jamais chanté en un seul jour deux rôles si totalement différents dans leurs exigences de technique vocale. Peut-être ai-je été influencée par mon admiration pour la démonstration de la sûre école de Mlle Steber, mais je pense qu'elle n'a jamais chanté une partie aussi diabolique que Fiordiligi avec un timbre si constamment frais, souple et malléable. »

## Répertoire
Barber
- Vanessa

Beethoven
- Marzelline

Berg
- Marie

Berlioz
- Cassandre

Bizet
- Micaëla

Britten
- Mrs Grose, Miss Wingrave

Gounod
- Marguerite

Massenet
- Manon

Mozart
- Ilia, Konstanze, Comtesse Almaviva, Donna Elvira, Donna Anna, Fiordiligi, 1re Dame, Pamina

Offenbach
- Antonia, Giulietta, la Muse

Puccini
- Manon Lescaut, Mimi, Tosca, Cio-Cio-San, Minnie

Schoenberg
- Eine Frau

Johann Strauss
- Rosalinde

Richard Strauss
- Sophie, Die Marschallin, Die Kaiserin, Arabella

Verdi
- Violetta, Elisabeth, Desdemona, Alice Ford

Wagner
- Senta, Elsa, Eva, Woglinde, L'Oiseau de la forêt, 1re Fille-Fleur

## Discographie

### Opéras
Barber
- Vanessa (rôle-titre), Nicolai Gedda, Metropolitan Opera Orchestra and Chorus, Dimitri Mitropoulos, 1958.

Beethoven
- Fidelio (Marzelline), Rose Bampton, Jan Peerce, NBC Symphony Orchestra, Arturo Toscanini, 1944.

Berlioz
- Les Troyens (Cassandre), Regina Resnik, Richard Cassilly, Robert Lawrence, 1960.

Gounod
- Faust (Marguerite), Cesare Siepi, Eugene Conley, Metropolitan Opera Orchestra, Fausto Cleva, 1951.

Mozart
- Idomeneo (Ilia) Athens State Symphony Orchestra, Jonel Perlea, 1955.
- Le nozze di Figaro (Contessa) Ezio Pinza, Bidu Sayao, Metropolitan Opera Orchestra, Bruno Walter, 1944.
- Le nozze di Figaro (Contessa), Italo Tajo, Bidu Sayao, Metropolitan Opera Orchestra (Live); Fritz Busch, 1949.
- Don Giovanni (Donna Elvira), Ezio Pinza, Metropolitan Opera Orchestra, George Szell, 1944.
- Don Giovanni (Donna Elvira), George London, Fernando Corena, Metropolitan Opera Orchestra, Max Rudolf, 1954.
- Don Giovanni (Donna Anna), Cesare Siepi, Lisa Della Casa, Metropolitan Opera Orchestra, Karl Böhm, 1957.
- Don Giovanni (Donna Anna), George London, Lisa Della Casa, Metropolitan Opera Orchestra, Karl Böhm, 1959.
- Cosi fan tutte (Fiordiligi), Richard Tucker, Roberta Peters, Metropolitan Opera Orchestra, Fritz Stiedry, 1952

Puccini
- Madame Butterfly (rôle-titre), Jean Madeira, Jan Peerce, Metropolitan Opera Orchestra and Chorus, Eugene Ormandy, 1949. Richard Tucker,Thelma Votipka, Metropolitan Opera Orchestra and Chorus, Max Rudolf, 1949.
- Tosca (rôle-titre), Carlo Bergonzi, George London, Metropolitan Opera Orchestra and Chorus, Eugene Ormandy, 1959.
- La Fanciulla del West (Minnie), Mario del Monaco; Maggio Musicale Fiorentino, Dimitri Mitropoulos, 1954.

Richard Strauss
- Der Rosenkavalier (Sophie), Rise Stevens, Emanuel List, Metropolitan Opera Orchestra, Fritz Busch, 1946.
- Der Rosenkavalier (Marschallin), Rise Stevens, Emanuel List, Metropolitan Opera Orchestra, Fritz Reiner, 1949.
- Die Frau ohne Schatten (Kaiserin), Set Svanholm, Christel Goltz, Vienna Opera Orchestra, Karl Böhm, 1953.

Verdi
- La traviata (rôle-titre), Giuseppe di Stefano, Robert Merrill, Metropolitan Opera Orchestra, Giuseppe Antonicelli, 1949.
- Don Carlo (Elisabetta), Richard Tucker, Ettore Bastianini, Metropolitan Opera Orchestra, Kurt Adler, 1955.

Wagner
- Lohengrin (Elsa), Brian Sullivan, Margaret Harshaw, Metropolitan Opera Orchestra, Fritz Stiedry, 1953.
- Lohengrin (Elsa), Wolfgang Windgassen, Astrid Varnay, Bayreuth Festival Orchestra, Josef Keilberth, 1953.

### Récitals
- Berlioz, Les Nuits d'été, La Captive, Zaide, Le jeune pâtre breton, Columbia Symphony Orchestra, Dimitri Mitropoulos, LP Philips 1954.
- Berlioz, Les Nuits d'été, Benvenuto Cellini, Rob Roy, ouvertures, New York Philarmonic Orchestra, Dimitri Mitropoulos LP Urania URN.22310 1955  report CD 2006.
- Eleanor Steber, Verdi Heroines, Ramon Vinay, direction Fausto Cleva. Metroplitan Opera Orchestra, 1950 et 1951, LP Columbia Odyssey 1972, CD Sony C 2013
- Eleanor Steber sings Mozart, Robert Lawrence, Wilfrid Pelletier et Howard Barlow. Radio broadcasts, 1946–1952 et 1960.
- Eleanor Steber sings Richard Strauss, direction Karl Böhm et James Levine. Munich, 1953, Cleveland, 1970.
- Knoxville: Summer of 1915, Dumbarton Oaks Chamber Orchestra, direction William Strickland. 7 novembre 1950.
- Eleanor Steber, her first recordings (1940), Wilfrid Pelletier, New York City et Philadelphia, 1940.
- The Eleanor Steber Collection. Vol. 1, The Early Career, 1938–1951; direction Armand Tokatyan, George Cehanovsky. 1938–1951.

## Sources
- Steber, Eleanor, Martin Bernheimer, The New Grove Dictionary of Opera, éd. Stanley Sadie (Londres, 1992)  (ISBN 0-333-73432-7)
- David Hamilton, The Metropolitan Opera Encyclopedia, Simon & Schuster, 1987  (ISBN 0-671-61732-X)
- The Metoperafamily (archives du Met)